# Jinjia
Jinjia (kinesiska: 金家镇, 金家) är en köping i Kina. Den ligger i provinsen Sichuan, i den sydvästra delen av landet, omkring 120 kilometer öster om provinshuvudstaden Chengdu. Antalet invånare är 23 943. Befolkningen består av 11 764 kvinnor och 12 179 män. Barn under 15 år utgör 15,0 %, vuxna 15-64 år 72 %, och äldre över 65 år 11,0 %.
Genomsnittlig årsnederbörd är 1 312 millimeter. Den regnigaste månaden är juli, med i genomsnitt 321 mm nederbörd, och den torraste är december, med 6 mm nederbörd.